# آواز برایان (فیلم ۲۰۰۱)
آواز برایان (به انگلیسی: Brian's Song) یک تله‌فیلم آمریکایی در ژانر درام ورزشی محصول سال ۲۰۰۱ به کارگردانی جان گری است.

## بازیگران
- شان ماهر در نقش برایان پیکولو
- مکای فایفر در نقش گیل سیرز
- پائولا کیل به عنوان جوی پیکولو
- الیز نئال به عنوان لیندا سیرز
- ایدن دوین به عنوان آبه جیبرون
- دین مک‌درموت در نقش رالف کورک
- بن گازارا در نقش جورج هالاس
- مایکل بویزور به عنوان جک کنکانون
- جف آیرونی به عنوان دیک باتکوس
- شین دالی به عنوان بیل فیلبرت
- بروس گوچ به عنوان اد مک کاسکی
- کریگ الدریژ در نقش دکتر بتی
- مایکل میلر به عنوان دکتر فاکس
- شاون لورنس به عنوان دکتر اوکانر
- اریکا کوهن به عنوان پرستار
- کارلی ماری آلوس در نقش تریسی پیکولو (به عنوان کارلی ماری آلوس)
- ژانسا کریمی به عنوان لری پیکولو
- پاتریک سالواگنا در نقش ۱۰ سالگی برایان پیکولو
- مایکل بیرکت
- نایجل هیمر به عنوان استاد مراسم
- جیمز آرنولد به عنوان خبرنگار شماره ۱
- ادگار جورج به عنوان خبرنگار شماره ۲
- هوارد هوور
- گری فروختمن به عنوان توست مستر
- آندره گارنت به عنوان مادر گیل
- مروین هینز به عنوان پدر برایان
- تونی مایلر به عنوان پدر گیل